# Tihama del Iemen
La Tihama del Iemen (Tihamat al-Yaman) és una regió natural de la costa occidental del Iemen. Són les terres baixes entre la mar Roja i les muntanyes de l'interior que arriben fins a tres mil metres d'altura. El nom s'aplica de fet a les terres baixes entre Jazan (Jizan o Jezan) i la zona del Bab al-Màndeb. Fins i tot hi ha geògrafs que la fan continuar per la costa sud del Iemen cap a l'est.